# Sazam Szergejevics Szafin
Sazam Szergejevics Szafin, oroszul: Шазам Серге́евич Сафин, tatárul: Шәзам Сафа улы Сафин (Kocsko-Pozsarki, 1932. április 17. – Moszkva, 1985. március 23.) olimpiai bajnok tatár származású szovjet birkózó.

## Pályafutása
1932. április 17-án született a Nyizsnyij Novgorod-i területhez tartozó Kocsko-Pozsarki településen. Családjával 1939-ben Moszkvába költözött és 1947-ben itt kezdett el birkózással foglalkozni. A CSZKA Moszkva kötöttfogású versenyzője volt. 1951-ben könnyűsúlyban, 1952-ben középsúlyban szerzett szovjet bajnoki bronzérmet. Az 1952-es helsinki olimpián ismeretlen, esélytelen versenyzőként nyert olimpiai bajnoki címet könnyűsúlyban. 1953-ban a nápolyi világbajnokságon bronzérmes lett és visszavonult az aktív versenyzéstől.
1985. március 23-án 52 éves korában Moszkvában hunyt el.

## Sikerei, díjai
- Olimpiai játékok – kötöttfogás, 66 kg
  - aranyérmes: 1952, Helsinki
- Világbajnokság – kötöttfogás, 67 kg
  - bronzérmes: 1953
- Szovjet bajnokság
  - 3. (2): 1951 (könnyűsúly), 1952 (középsúly)